# Liédson
Liédson da Silva Muniz (Cairu, Bahía, Brasil; 17 de diciembre de 1977), conocido simplemente como Liédson, es un exfutbolista brasileño nacionalizado portugués. Jugó de delantero y su último equipo fue el Flamengo. Fue internacional con la selección de fútbol de Portugal en 15 ocasiones. Formó parte de la plantilla que disputó la Copa Mundial de Fútbol de 2010, anotando un gol en dicho certamen.

## Selección nacional

### Participaciones en Copas del Mundo
| Copa                           | Sede      | Resultado        | Partidos | Goles |
| ------------------------------ | --------- | ---------------- | -------- | ----- |
| Copa Mundial de Fútbol de 2010 | Sudáfrica | Octavos de final | 4        | 1     |

### Goles internacionales
| Goles con la selección nacional | Goles con la selección nacional | Goles con la selección nacional             | Goles con la selección nacional | Goles con la selección nacional | Goles con la selección nacional | Goles con la selección nacional                      |
| N.º                             | Fecha                           | Lugar                                       | Rival                           | Gol                             | Resultado                       | Competición                                          |
| ------------------------------- | ------------------------------- | ------------------------------------------- | ------------------------------- | ------------------------------- | ------------------------------- | ---------------------------------------------------- |
| 1                               | 5 de septiembre de 2009         | Parken Stadion, Copenhague                  | Dinamarca                       | 1-1                             | 1-1                             | Clasificación para la Copa Mundial de Fútbol de 2010 |
| 2                               | 10 de octubre de 2009           | Estádio da Luz, Lisboa                      | Hungría                         | 2-0                             | 3-0                             | Clasificación para la Copa Mundial de Fútbol de 2010 |
| 3                               | 3 de marzo de 2010              | Estadio Ciudad de Coímbra, Coímbra          | China                           | 2-0                             | 2-0                             | Partido amistoso                                     |
| 4                               | 21 de junio de 2010             | Estadio de Ciudad del Cabo, Ciudad del Cabo | Corea del Norte                 | 5-0                             | 7-0                             | Copa Mundial de Fútbol de 2010                       |

## Estadísticas

### Clubes
| Club                       | Temporada     | Div.          | Liga  | Liga  | Ligas estatales | Ligas estatales | Copas nacionales | Copas nacionales | Otros | Otros | Torneos internacionales | Torneos internacionales | Total | Total |
| Club                       | Temporada     | Div.          | Part. | Goles | Part.           | Goles           | Part.            | Goles            | Part. | Goles | Part.                   | Goles                   | Part. | Goles |
| -------------------------- | ------------- | ------------- | ----- | ----- | --------------- | --------------- | ---------------- | ---------------- | ----- | ----- | ----------------------- | ----------------------- | ----- | ----- |
| Prudentópolis · Brasil     | 2000          | –             | 0     | 0     | 15              | 5               | –                | –                | –     | –     | –                       | –                       | 15    | 5     |
| Coritiba · Brasil          | 2001          | 1.ª           | 9     | 5     | –               | –               | –                | –                | –     | –     | –                       | –                       | 9     | 5     |
| Coritiba · Brasil          | 2002          | 1.ª           | –     | –     | 18              | 15              | 2                | 0                | –     | –     | –                       | –                       | 20    | 15    |
| Coritiba · Brasil          | Total club    | Total club    | 9     | 5     | 18              | 15              | 2                | 0                | 0     | 0     | 0                       | 0                       | 29    | 20    |
| C. R. Flamengo · Brasil    | 2002          | 1.ª           | 24    | 14    | –               | –               | –                | –                | –     | –     | –                       | –                       | 24    | 14    |
| S. C. Corinthians · Brasil | 2003          | 1.ª           | 14    | 10    | 11              | 6               | –                | –                | –     | –     | 8                       | 6                       | 33    | 22    |
| Sporting C. P. Portugal    | 2003-04       | 1.ª           | 30    | 15    | –               | –               | 2                | 1                | –     | –     | 4                       | 3                       | 36    | 19    |
| Sporting C. P. Portugal    | 2004-05       | 1.ª           | 31    | 25    | –               | –               | 2                | 1                | –     | –     | 14                      | 9                       | 47    | 35    |
| Sporting C. P. Portugal    | 2005-06       | 1.ª           | 31    | 15    | –               | –               | 5                | 2                | –     | –     | 2                       | 0                       | 38    | 17    |
| Sporting C. P. Portugal    | 2006-07       | 1.ª           | 28    | 15    | –               | –               | 6                | 6                | –     | –     | 5                       | 0                       | 39    | 21    |
| Sporting C. P. Portugal    | 2007-08       | 1.ª           | 26    | 11    | –               | –               | 4                | 3                | 6     | 4     | 11                      | 6                       | 47    | 24    |
| Sporting C. P. Portugal    | 2008-09       | 1.ª           | 26    | 17    | –               | –               | 2                | 2                | 3     | 4     | 4                       | 2                       | 35    | 25    |
| Sporting C. P. Portugal    | 2009-10       | 1.ª           | 28    | 13    | –               | –               | 3                | 3                | 2     | 2     | 13                      | 4                       | 46    | 22    |
| Sporting C. P. Portugal    | 2010-11       | 1.ª           | 14    | 5     | –               | –               | 3                | 2                | 2     | 1     | 6                       | 2                       | 25    | 10    |
| Sporting C. P. Portugal    | Total club    | Total club    | 214   | 116   | 0               | 0               | 27               | 20               | 13    | 11    | 59                      | 26                      | 313   | 173   |
| S. C. Corinthians · Brasil | 2011          | 1.ª           | 28    | 12    | 16              | 11              | –                | –                | –     | –     | –                       | –                       | 44    | 23    |
| S. C. Corinthians · Brasil | 2012          | 1.ª           | 6     | 1     | 11              | 2               | –                | –                | –     | –     | 11                      | 1                       | 28    | 4     |
| S. C. Corinthians · Brasil | Total club    | Total club    | 34    | 13    | 27              | 13              | 0                | 0                | 0     | 0     | 11                      | 1                       | 72    | 27    |
| C. R. Flamengo · Brasil    | 2012          | 1.ª           | 17    | 4     | 0               | 0               | –                | –                | –     | –     | –                       | –                       | 17    | 4     |
| F. C. Porto Portugal       | 2012-13       | 1.ª           | 6     | 0     | –               | –               | 0                | 0                | 1     | 0     | 0                       | 0                       | 7     | 0     |
| Total carrera              | Total carrera | Total carrera | 318   | 162   | 68              | 39              | 29               | 20               | 14    | 11    | 78                      | 33                      | 601   | 266   |
| 1.                         |               |               |       |       |                 |                 |                  |                  |       |       |                         |                         |       |       |

## Palmarés

### Campeonatos regionales
| Título              | Club              | Sede      | Año  |
| ------------------- | ----------------- | --------- | ---- |
| Campeonato Paulista | S. C. Corinthians | São Paulo | 2003 |

### Títulos nacionales
| Título                | Club              | País     | Año  |
| --------------------- | ----------------- | -------- | ---- |
| Copa de Portugal      | Sporting C. P.    | Portugal | 2007 |
| Supercopa de Portugal | Sporting C. P.    | Portugal | 2007 |
| Copa de Portugal      | Sporting C. P.    | Portugal | 2008 |
| Supercopa de Portugal | Sporting C. P.    | Portugal | 2008 |
| Serie A               | S. C. Corinthians | Brasil   | 2011 |
| Primeira Liga         | F. C. Porto       | Portugal | 2013 |

### Títulos internacionales
| Título            | Club              | Sede      | Año  |
| ----------------- | ----------------- | --------- | ---- |
| Copa Libertadores | S. C. Corinthians | São Paulo | 2012 |

### Distinciones individuales
| Distinción                              | Año  |
| --------------------------------------- | ---- |
| Máximo goleador de la Copa Sul-Minas    | 2002 |
| Máximo goleador de la Primeira Liga     | 2005 |
| Premio SJPF al jugador del mes          | 2006 |
| Premio SJPF al jugador del mes          | 2007 |
| Máximo goleador de la Primeira Liga     | 2007 |
| Premio SJPF al jugador del mes          | 2009 |
| Premio SJPF al jugador del mes          | 2010 |
| Máximo goleador del Campeonato Paulista | 2011 |